# ボクと魔女の時間
『ボクと魔女の時間』（ボクとまじょのじかん）は、アラカワシンによる日本のブラックコメディ漫画作品。『ジャンプスクエアセカンド』vol.003（集英社）に読み切りとして掲載され、『ジャンプスクエア』2011年5・6月合併号から2013年5月号まで連載された。話数の単位は「○時間目」。

## あらすじ
星座占いから血液型占いまで、全ての占いに超ラッキーなはずの日に、綴エンジは車に撥ねられて死んでしまう。だが、魔女と呼ばれる少女・白雨によって脳を別の身体に移植され、一命を取り留めた。しかしその代償として、エンジは彼女の下で1億円分働くはめになってしまう。

## 登場人物
声の項はVOMIC版のもの。

### 主要人物
綴 エンジ（つづり エンジ）
声 - 梶裕貴（幼少期：佐藤奏美）
本作の主人公。占い好きの高校1年生。1-D所属。
超ラッキーな日に車に撥ねられて死んでしまう。その後、白雨によって脳を裏生物用の身体に移植された。そのため、超人的な筋力と高い再生力を持っている。
ラッキーアニマルを常に持っている。頭は悪く、成績は留年ギリギリ。興味の無いモノには集中力も無い。あだ名は「画伯」（絵が超下手なのが由来）。
家族に粗暴な姉と病弱体質の妹がいる。
白雨（はくう）
声 - 斎藤千和
本作のヒロイン。「紅緋の魔女」と呼ばれる少女。エンジの脳を裏生物用の身体に移した張本人。
とにかく実験が大好きで、常に管をまいた態度でエンジや芹沢を振りまわしたり、ウソをついて他人をからかう。「バカじゃない？」が口癖。
喫茶店を營業しているが、本業は裏生物専門のトラブルシューター。地下には捕獲した裏生物が多くいる。
好きな俳優はミッキー・ローク。

### 裏生物
水田 マリ（みずた マリ）
六鐘学校の学生。特進クラス所属。スリーサイズ90/60/88の巨乳で、内藤曰くFカップらしい。
自由奔放かつ粗暴な性格の母や能力の発現が原因で、複雑な家庭環境で育った。しかし、ある出来事で家庭問題は軟化した模様。
真面目でしっかりした性格だが、食生活はおかしい。カエル以外のものであれば虫でも木の根でも食べる。
物を拡大させて四散させたり、圧縮して球体にする「拡縮能力」を持っている。
マヤ・L・コーデリア
エンジ達のクラスの担任。美人で男子に人気。白雨の喫茶店の常連でもある。
能力はまだ不明。
尾山 乱太朗（おやま らんたろう）
幼少の時は貧弱で、療養のため田舎に引っ越す。新鮮な空気で身が強まり、凶暴なクマ「金太郎」の魂をとるほど強くなった。そのため、「キンタマ」と呼ばれて、本人はそれを激しく嫌っている。白雨が好きで、白雨の奴隸2号。
ケンカ好きで、よく不良とケンカしている。神寿をライバルと思っている。ケンカする理由はどこまで強くなれば満足できるのか、答えを得るため。
「狼人」の裏生物で、鼻が狼並に効く。
緑川 ヤエカ（みどりかわ ヤエカ）
六鐘学校の学生で恥ずかしがり屋。高い画力を持っている。水田の友達になる。
「単眼族」で目が一つしか無い。普段は擬態をしているが、恥ずかしがったりすると擬態が解けてしまう。透視ができ、一度見た物は忘れ無い。
棚橋 モモ（たなばし モモ）
六鐘学校の学生でポッチャリ系女子。ヤエカの友人で、水田の友達になる。
蓄えた脂肪を使って小さな分身を作る能力を持っている。
右王（うおう） & 左王（さおう）
双子の小鬼。六鐘学園の旧校舎に暮らしている。武田の指示で人間にサポーターの資質があるかを見極めるテストをしている。
物を操り、生物を怪物化する能力を持っている。
ゴンスケ

ヤマ・プラブフ

### 裏生物の関係者
芹沢 カンクロー（せりざわ カンクロー）
特殊警察で、捜査0課所属。前世はとうもろこし。
生真面目な性格だが、それが災いして白雨からしょっちゅう酷い扱いを受けている。携帯電話とテレビのリモコンを間違えて持ってくるなどドジな面も。
神寿（かみじゅ）
裏世界の便利屋で、受けた依頼はなんでもこなす。圧倒的な強さを持っていて、乱太朗を圧倒するほどの実力者。裏世界では「鬼」と呼ばれている。
尾兎魔エレナ（おうま エレナ）

### 裏科学者
- ハガ サソリ
- ハガ カゲロウ
- Dr. ミム

### サポーター
煤竹 ヒロミ（すすたけ ヒロミ）
声 - 國分和人
エンジの幼馴染でクラスメイト。ヘタレで立場も弱い。エンジや内藤からの扱いはすこぶる悪く、ツッコミに回ることが多い。
父親が鍵屋で、ピッキングが上手。
裏世界の事を知り、サポーターになる。
内藤（ないとう）
エンジのクラスメイト。童顔で整った顔立ちだが、下ネタが大好きなドM変態。本人曰く「守備範囲は広いほうがいい」とのことで、男もいけるクチらしい。
長距離走の関東記録ホルダー。
煤竹と一緒にサポーターになる。
武田 源色（たけだ げんしょく）
エンジたちが通う六鐘学園の学長でありサポーター。将来の夢は学長王。酒好きで、よく校內で酒を飲むらしい。そのため、教頭によく注意されているらしい。
魚皆 シズカ（うおみな シズカ）

塩田 タツヒコ（しおた タツヒコ）

黄実 サナエ（おうみ サナエ）

熊手 灯（くまのて アカリ）

### その他の人物
綴 シオン（つづり シオン）
声 - 佐倉綾音
エンジの妹で9歳。武闘派で結構強い。マリを「師父」、ヒロミを「もじゃもじゃ」と呼んでいる。体は弱いが、超がんばり屋。

## 用語
裏生物（クリス）
「Creatures Left In Secret」の略。表世界には出てはならない生物達の総称であり、超能力者も含まれる。
サポーター
裏生物やその機関をサポートする人たち。裏生物の事を認知・理解し色々手助けする。
紅緋町（べにひちょう）
江戸時代から戦前ぐらいまで見世物小屋が盛んだった町。その子孫の多くが紅緋町に暮らすため裏生物人口が多い。
寄生蟲（きせいちゅう）
生物の脳に寄生する生物。頭に強いショックを与えるとでる。
精神寄生（せいしんきせい）
生物を操作できるが、体に慣れるのに時間がかかる。脳のリミッターを外せば肉体を結構強化できる。制限時間は一時間。
肉体强化（にくたいきょうか）
寄生した体の肉体を強化できる。だが、寄生した生物は怪物化する。

## 読み切り版
『ジャンプスクエアセカンド』vol.003に掲載された。主要人物の設定は連載版に準ずる。

## ヴォイスコミック
集英社のヴォイスコミック「VOMIC」として、2011年11月にジャンプ専門情報番組『サキよみ ジャンBANG!』にて放送され、同年12月からVOMIC公式サイトで配信された。

## 書誌情報
- アラカワシン 『ボクと魔女の時間』 集英社〈ジャンプ・コミックス〉、既刊5巻（2013年1月4日現在）
  1. 2011年9月7日第1刷発行（9月2日発売[集 1]）、ISBN 978-4-08-870332-9
  2. 2012年1月9日第1刷発行（1月4日発売[集 2]）、ISBN 978-4-08-870365-7
  3. 2012年5月7日第1刷発行（5月2日発売[集 3]）、ISBN 978-4-08-870398-5
  4. 2012年9月9日第1刷発行（9月4日発売[集 4]）、ISBN 978-4-08-870507-1
  5. 2013年1月9日第1刷発行（1月4日発売[集 5]）、ISBN 978-4-08-870608-5
  6. 2013年6月9日第1刷発行（6月4日発売[集 6]）、ISBN  978-4-08-870671-9